# 東北の有価証券報告書提出会社一覧
東北の有価証券報告書提出会社一覧（とうほくのゆうかしょうけんほうこくしょていしゅつがいしゃいちらん）は、東北財務局に有価証券報告書を提出している企業の一覧である。
上場している企業については記述しない。Eではじまるコードは、EDINETコードである。
- 会津鉄道 - E04141、会津若松市、決算月：3月
- アイビーシー岩手放送 - E04385、盛岡市、決算月：3月
- 青森放送 - E04397、青森市、決算月：3月
- 秋田椿台ゴルフクラブ - E04669、秋田市、決算月：12月
- 秋田放送 - E04381、秋田市、決算月：3月
- 岩手日報社 - E00701、盛岡市、決算月：3月
- 表蔵王国際ゴルフクラブ - E04658、宮城県柴田町、決算月：12月
- 仙台カントリークラブ - E04639、仙台市、決算月：3月
- 東北放送 - E04377、仙台市、決算月：3月
- 南部富士 - E04744、八幡平市、決算月：12月
- 宮城県建設会館 - E03964、仙台市、決算月：3月
- 山形ゴルフ倶楽部 - E04745、山形県山辺町、決算月：3月
- ヤマコー - E04157、山形市、決算月：3月